# タイニー・トゥーンズの夏休み
タイニー・トゥーンズの夏休み（Tiny Toon Adventures: How I Spent My Vacation）は、1992年3月11日にアメリカ合衆国で発売されたタイニー・トゥーンズのOVA。日本では1999年8月22日にカートゥーン ネットワークで放送されたことがある。

## キャスト
| キャラクター                  | 担当声優                 | 日本語吹き替え |
| ----------------------------- | ------------------------ | -------------- |
| バスター・バニー              | チャーリー・アドラー     | 中尾隆聖       |
| バブス・バニー                | トレス・マクニール       | 富永みーな     |
| プラッキーダック              | ジョー・アラスキー       | 山寺宏一       |
| ハムトン・J・ピッグ           | ドン・メシック           | 菅原淳一       |
| シャーリー・ザ・ルーン        | ゲイル・マシューズ       | かないみか     |
| フィフィ・ラ・ヒューム        | ケイス・ソーシー         | 麻見順子       |
| リル・スニーザー              | ケイス・ソーシー         | 大谷育江       |
| ディジー・デビル              | モーリス・ラマーシュ     | 高宮俊介       |
| ゴーゴー                      | フランク・ウェルカー     | 小形満         |
| ファーボール                  | フランク・ウェルカー     | 石野竜三       |
| リトル・ビーパー              | フランク・ウェルカー     |                |
| スウィーティー                | キャンディ・ミロ         | 水谷優子       |
| ロード・ランナー              | ポール・ジュリアン       | 原語流用       |
| エルマイラ                    | クリー・サマー           | 神代知衣       |
| エミリー・ダフ                | トレス・マクニール       |                |
| ファウルマウス                | ロブ・ポールセン         | 小野塚貴志     |
| バブスのママ                  | トレス・マクニール       |                |
| エルマー・ファッド            | ジョー・アラスキー       | 長島雄一       |
| スティンキーおじさん          | フランク・ウェルカー     |                |
| ヴィニー                      | フランク・ウェルカー     |                |
| ジョニー・ピュー              | ロブ・ポールセン         |                |
| ミスター・ヒッチャー          | ロブ・ポールセン         |                |
| ホテル・マネージャー          | ロブ・ポールセン         |                |
| バンジョ・ポッサム            | ロブ・ポールセン         |                |
| ホラティオ                    | ロブ・ポールセン         |                |
| ウェイド・ピッグ/スーパーマン | ジョナサン・ウィンターズ |                |
| ウィニー・ピッグ              | エディー・マックライグ   |                |
| ビッグダディ                  | ソーレル・ブーケ         |                |

## スタッフ
英語版
- キャラクターデザイン - 増田敏彦 ほか
- 絵コンテ - 増田敏彦 ほか
- 作画監督 - 増田敏彦 ほか
- 演出 - リッチ・アローンズ、バイロン・バーガンズ、アルフレッド・ギメノ、バリー・コールドウェル、ケン・ボイヤー、アート・レオナーディ、ケント・バターワース、アオヤマ・ヒロシ
- アニメーション制作 - 東京ムービー新社（現：トムス・エンタテインメント）
- 制作 - ワーナー・ブラザース・テレビジョン

日本語版
- 翻訳 - ?
- 演出 - 加藤敏
- 制作 - カートゥーン・ネットワーク、東北新社